# 량치차오
량치차오(梁啓超, 양계초, 1873년 2월 23일~1929년 1월 29일)는 청말, 중국 초기 계몽 사상가이자, 입헌파 정치인, 언론가, 개혁가, 철학가, 문학가, 사학가, 교육가이다.

## 생애
청말의 유학자 캉유웨이의 뛰어난 제자 중 하나였고, 그에게서 또한 자신의 힘으로 중국 근대 개혁의 사상과 서양 근대 지식을 익혔다. 청말에 캉유웨이와 함께 광서제에게 보내는 상서를 함께 집필하였고, 이것이 광서제의 눈에 들어 결국 무술변법으로 이어진다. 그러나 서태후 등 반개혁 세력의 반동으로 이 혁명은 100일 만에 실패로 돌아간다.
무술변법이 실패한 후, 그는 일본으로 망명을 떠나 언론 활동을 시작한다. 그는 중국 초기의 입헌파 연구계 지도자로서, 자산계급 개량주의와 입헌 공화제도를 지지하였으며, 공화당과 민주당, 통일당을 흡수한 진보당을 창당하여, 위안스카이와 쑨원과 경쟁하기도 하였다. 중국 베이징 정부를 지지하였지만, 위안스카이가 중국의 공화주의 제도를 무시하고 황제의 지위에 오르려고 하자 그에 대한 반대 투쟁을 전개하였다.
캉유웨이는 뒷날 선통제를 복위시켜 옛 청조황권을 복원시키려고 하였는데, 량치차오는 이와 달리, 세계 질서 진입을 위하여 당시 정권을 잡고 있던 돤치루이에게 제1차 대전에 참전할 것을 적극 주장하였다. 돤치루이와 펑궈장을 자기 편에 끌어들이는 데 실패한 이후는 정치계를 떠났지만, 그의 학문적 연구는 계속되었다. 이후에는 그의 정치적, 학문적 배경이었던 연구계를 기반으로, 중국 베이징, 상하이 등지에서 강연, 교육과 학교 창설, 민족 계몽, 사상 등의 사업 방면에 주력하였다. 량치차오는 20세기 초 '걸어다니는 백과사전'이라 불렸을 만큼 중국에서 동양과 서양 사상에 대해 모두 해박했던 당시 최고의 인문과학자 중 하나였다.
조선 반도의 문제는 기자가 봉을 받은 바 있었더라도 그 이래로, 한,수,당의 누차 누차의 기복을 거친 것이 이미 3천 여 년이 지난 일이다. 광서때 갑오전쟁에서 이 문제는 해결이 실패되었다. 우리의 역사 범위에서 제외된다. 나중에 중국의 자손이 애써 해결할 일이 또한 이미 없다. <중국역사연구법>(1922)
량치차오의 동업자였던 장둥쑨은 1920년에 <신한청년>을 통해서 대한민국 임시정부를 지지하였다.
량치차오는 1920년대에서 중국의 사회주의 논전(1920), 인생관의 논전(1923) 등 정치적 방면에서 자신의 왼팔과 오른팔이었던 전 연구계, 전 칭화대 지도자이었던 장둥쑨과 장쥔마이를 지지하였다.
량치차오는 20세기 초 소설과 시학과 사학 혁명에서 문체와 사상 혁신을 주도하며 신문화 운동을 창도한 주요 학인 중 하나이었으며, 한국인들의 삼일 운동 이후, 베이징, 상하이 등 중국 주요 도시에서 오사 신학문 운동이 일어나는 데 사상적이고 문화적인 영향을 주기도 하였다. 그는 정치계, 사상계, 언론계, 문학계, 사학계 등에서 주로 활동하였으며, 생전에 많은 저술을 남겼다.
량치차오는 근대 중국의 개혁 사상가이자, 기독교 배경이 있기도 하였던 칭화 학교를 비롯한 당시 중국의 주요 대학에서 그 자신 뿐 아니라, 후학들을 통한 그의 학술 문화 풍격이 영향을 주지 않은 곳이 드물 정도로 당대 중국 학술의 전통적 대가로 인정되었다.
삼일 운동 전후로, 코민테른 확대에는 사실상 반대 입장이었던 대한민국 임시정부 계통의 당시 안중근, 박은식, 이광수, 김규식, 신채호, 안창호 등 우리 나라 독립 운동 정치가들도 그에게서 받은 영향이 없었다고 할 수 없지만, 사실상은 서로 영향을 주고 받고자 하였으며, 사상적 호흡을 함께 하기도 하였다. 그가 남긴 <중국근삼백년학술사>, <중국역사연구법>, <신민설> 등은 그의 호를 딴 <음빙실합집(飮冰室合集)>에 수록되어 있다.
량치차오는 1914년에는 칭화 학교(淸華學校)를 찾아 가진 '군자(君子)'를 주제로 한 연설에서 <주역>에서 따온 '자강불식(自强不息), 후덕재물(厚德載物)'을 언급하며 학생들과 학자들의 진취적인 기상과 면학의 정신을 격려하였는데, 1917년부터 칭화 학교의 정식 교훈(校訓)이 되었다. 그 후 칭화 학교 등에서 중국 연구 관련 과목을 강의하였고, 1923년부터는 칭화 학교의 국학 연구원에서 중국학 방면의 인문학 석학 지도 교수가 되어 학생들을 지도하기도 하였다.
량치차오는 1925년 ~ 1927년 왕궈웨이, 자오위안런, 천인커와 함께 칭화 국학 연구원(淸華國學硏究院)의 '네 명의 석학 지도교수'로서, 철학, 문학, 역사 등을 가르쳤다. 량치차오는 1929년 1월에, 베이핑의 베이징 협화의학원 병원에서 신장병으로 사망하였다.

## 저작
- 1898年『戊戌政変記』
  - 1899 량치차오 : 자료정선『 정치학 대가 블룬칠리의 학설』[깨진 링크(과거 내용 찾기)] (pdf)
- 1902年『新民説』 / 이혜경 역(2014)
  - 양계초 『신민설』 / 이혜경 pdf
- 1902年『十五小豪傑』
- 1903 음빙실자유서
  - 강중기 : 문헌해제량치차오『음빙실자유서』[깨진 링크(과거 내용 찾기)] (pdf)
- 1904年『飲冰室文集類編上』、『飲冰室文集類編下』
  - 음빙실문집 / 최형욱 역 (2015)
- 1904 朝鮮亡國史略
  - 량치차오, 조선의 망국을 기록하다 / 최형욱 편역(2014)
- 1906 越南亡國史 / 안명철,송엽휘 역(2007)
- 1918 중국통사
- 1919 구유심영록 / 이종민 역 (2017)
- 1921年『清代学術概論』
  - 중국 근대의 지식인 / 전인영 역(2005)
- 1921年『墨子学案』
- 1922年『先秦政治思想史』
- 1922年『中国歴史研究法』/ 유용태 역(2019)
- 1926年『中国近三百年学術史』
- 음양 오행설의 역사, 음양 오행설의 연구 / 김홍경 역(1993)
- 중국고전학 입문 / 이계주 역 (197?)
- 신중국 미래기 / 이종민 역 (2017)
- 중국인의 감정표현법
- 《李鴻章傳》 리훙장 평전 / 박희성, 문세나 역 (2013)
- 이태리 건국 삼걸전 / 신채호, 장문석, 류준범역 (2001)

- 강광문 : 자료 정선 3. 량치차오,『피히테의 인생천직론 논평』[깨진 링크(과거 내용 찾기)] (pdf)
- 강중기 : 자료정선. 梁啓超, 「盧梭學案」[깨진 링크(과거 내용 찾기)] (pdf)

연구서
- 이혜경, 2002 천하관과 근대화론 : 양계초를 중심으로
- 이혜경, 2007 량치차오 : 문명과 유학에 얽힌 애증의 서사
- 서강, 양계초
- 허도학, 양계초
- 셰시장, 량치차오 평전